# Holmfrid Olsson
Pour les articles homonymes, voir Olsson.
Holmfrid Olsson, né le 20 mai 1943 et mort le 27 janvier 2009, est un biathlète suédois.

## Biographie
Aux Championnats du monde 1966, il gagne sa première médaille de bronze en relais et se classe quatrième de l'individuel. En 1967, il est de nouveau médaillé de bronze du relais en mondial ainsi qu'aux Jeux olympiques de Grenoble en 1968, où il est également vingtième de l'individuel.
Il prend part aussi aux Jeux olympiques d'hiver de 1972.

## Palmarès

### Jeux olympiques d'hiver
| Épreuve / Édition | Individuel | Relais |
| ----------------- | ---------- | ------ |
| JO 1968 Grenoble  | 20e        | Bronze |
| JO 1972 Sapporo   | 21e        | 5e     |

### Championnats du monde
- Championnats du monde 1966 à Garmisch-Partenkirchen
  -  Médaille de bronze en relais 4×7,5 km.
- Championnats du monde 1967 à Altenberg
  -  Médaille de bronze en relais 4×7,5 km.